# Подоляни (Кам'янець-Подільський район)
Подоля́ни (до 1963 р. — Залуччя) — село в Україні, в Орининській сільській громаді Кам'янець-Подільського району Хмельницької області. Орган місцевого самоврядування — Орининська сільська громада. Населення становить 248 осіб.

## Назва
Історична назва села — Залуччя, перейменовано 1 березня 1963 року на Подоляни ухвалою Хмельницького облвиконкому. При перейменуванні села йому надано назву етнографічної групи українців, які проживають на Поділлі.

## Географія
Село Подоляни розташоване на подільській височині в південно-західній частині України на півострові лівого берегу Збруча, з протилежного берегу знаходиться села Залуччя та Вербівка, у межах національного природного парку «Подільські Товтри». Село розкинулось за 130 км від обласного центру, 32 км від районного центру та 13 км від адміністративного центру сільської громади. За 131 км знаходиться найближча залізнична станція Хмельницький.

### Клімат
Подоляни знаходяться в межах вологого континентального клімату із теплим літом. Але діяльність людини досить часто призводить до екоциду, поганих змін та глобального потепління. Рівень наповнення річок водою по області становить лише 20 % від необхідного стандарту, значна частина земної поверхні стає посушливою. Для покращення ситуації варто було б проводити ревайлдинг, відновлювати екосистеми та лісові насадження.

## Населення
За даними всеукраїнського перепису населення 2001 року у селі мешкало 248 осіб.
Мова
Розподіл населення за рідною мовою за даними перепису 2001 року був наступним:
| українська | 234 | 94,35 |
| російська  | 13  | 5,24  |
| угорська   | 1   | 0,41  |

Мовні особливості
У селі поширена південноподільська говірка, що відноситься до подільського говору, який належить до південно-західного наріччя.

## Історія
Перша згадка про поселення датується 1493 роком.
Серед перших власників села згадуються Подфіліпські. Наприкінці XVI століття частина поселення перейшла у спадок до Оржеховських, яку вони в 1620 році передали Кам'янецькому домініканському монастирю. У 1836 році ця частка надійшла в казну, другою продовжували володіти нащадки Подфіліпських, а пізніше Малінкевичі.
Дерев'яна триверха церква святого Михайла збудована до 1733 року. Нова дерев'яна церква збудована у 1863—1869 роках.
У 1772 році після першого поділу Речі Посполитої Залуччя (Подоляни) розділили на дві частини. У селі діяла прикордонна застава, мешкали прикордонники з родинами.
У 1886 році селі діяла церковно-приходська школа, збудована за кошти парафіян.
На початку XX століття Залуччя належало панам Завадському, Вольському. Внаслідок поразки Перших визвольних змагань на початку XX століття, село надовго окуповане російсько-більшовицькими загарбниками.
Радянська окупація принесла колективізацію та розкуркулення, мешканці села зазнали репресій.
У 1932–1933 селяни села пережили голодомор. Через село під час голодомору люди пробиралися на інший бік річки Збруч, аби роздобути якоїсь їжі аби не вмерти від голоду.
По закінченню другої світової війни у 1946—1947 роках мешканці села вчергове пережили голод.
З 1991 року в складі незалежної України.
24 грудня 2019 року шляхом об'єднання сільських рад Кам'янець-Подільського району село увійшло до складу Орининської сільської громади. Об'єднання в громаду має створити умови для формування ефективної і відповідальної місцевої влади, яка зможе забезпечити комфортне та безпечне середовище для проживання людей.

## Відомі люди
Народилися
- Завадський Норберт Болеславович — фізик.
- Зварич Валентина Василівна (нар. 1956) — лікар, акушер-гінеколог (м. Дунаївці).
- Корчинський Михайло Агафонович — український адвокат, громадський і політичний діяч.
- Микитюк Володимир Васильович — російський паразитолог, доктор біологічних наук, професор. Член-кореспондент Академії природознавства РФ.
- Скринчук Леонід Юрійович — керівник сільського господарства, Герой Соціалістичної Праці.
- Слюсар Надія Василівна (нар. 1956) — лікар ветмедицини, кандидат ветеринарних наук, доцент ПДАТУ (м. Кам'янець-Подільський).
- Якимець Віктор Семенович (нар. 1940) — лікар-педіатр (м. Кам'янець-Подільський).
- Якимець Леонід Семенович (1928—2014) — лікар-кардіолог, доктор медичних наук.

## Галерея

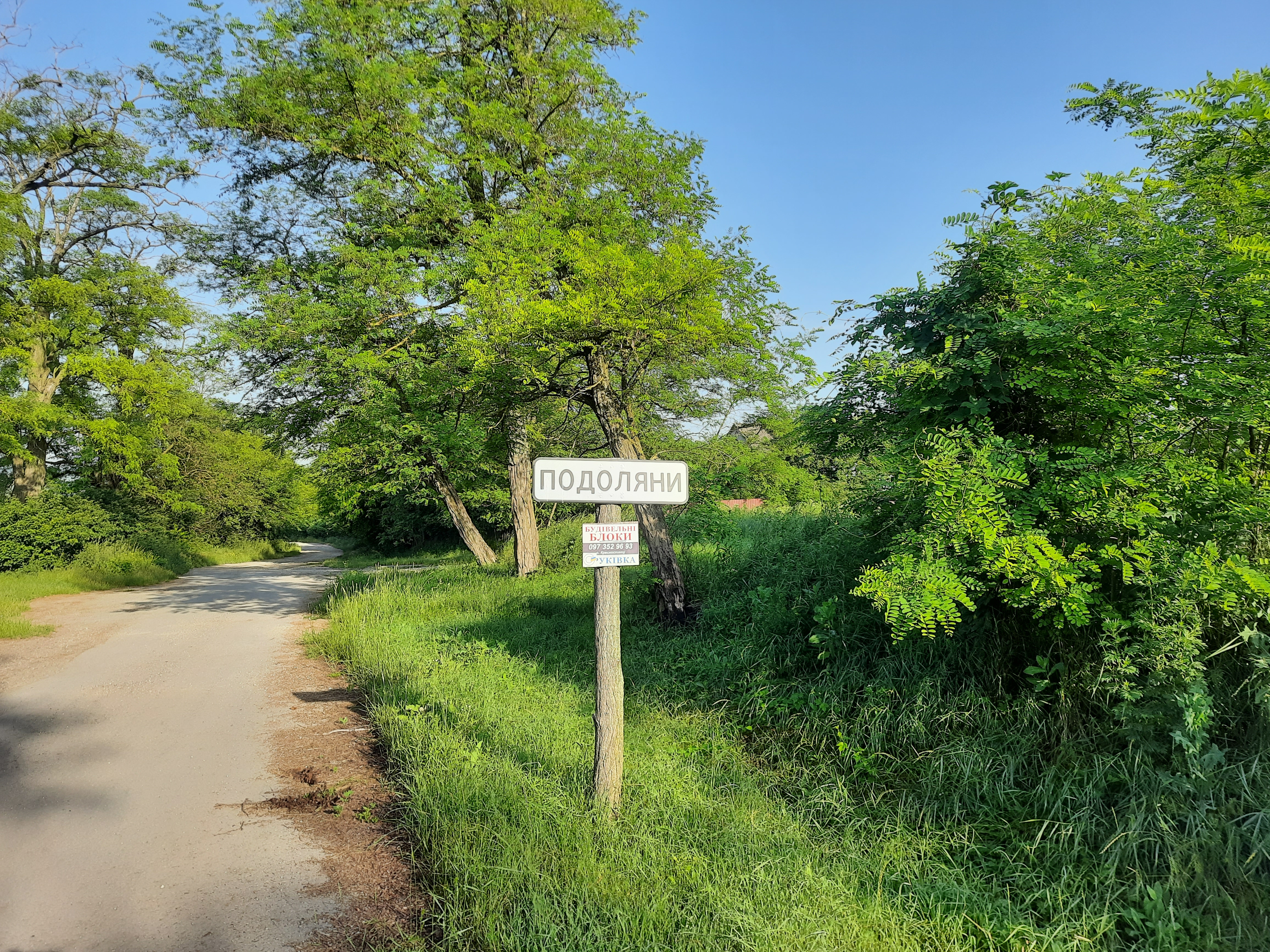
В'їзд у село
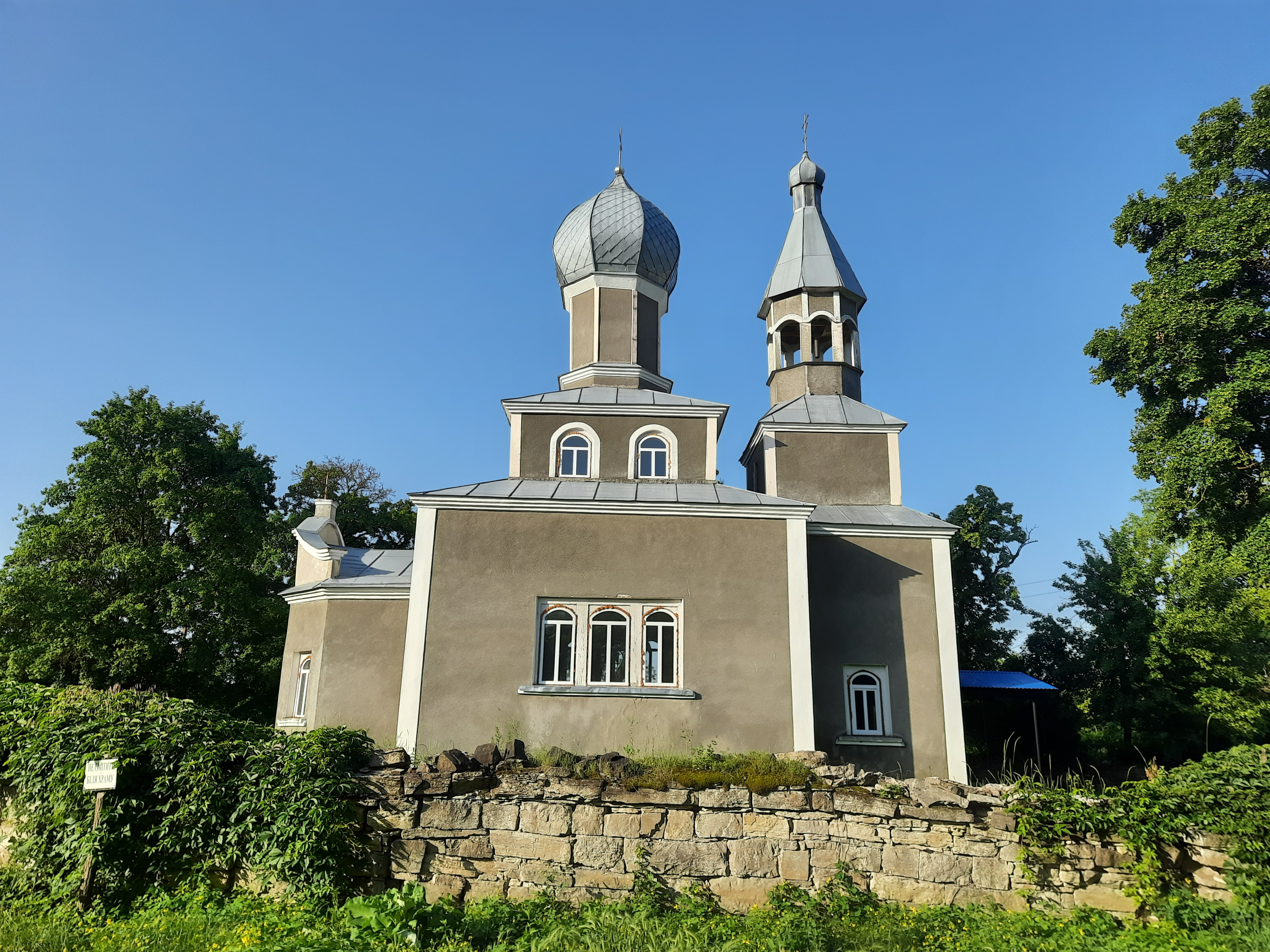
Церква святого Михайла
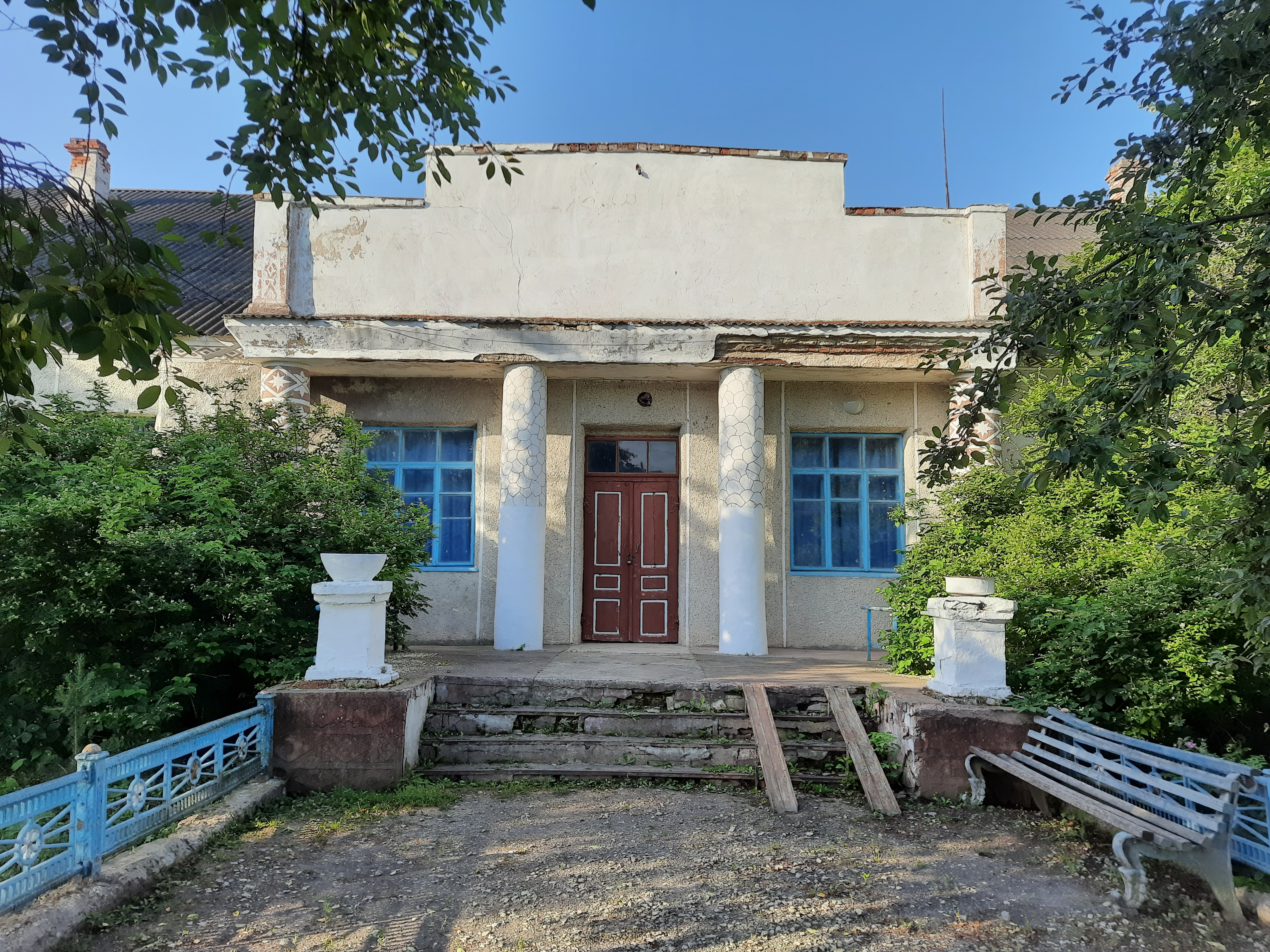
Клуб
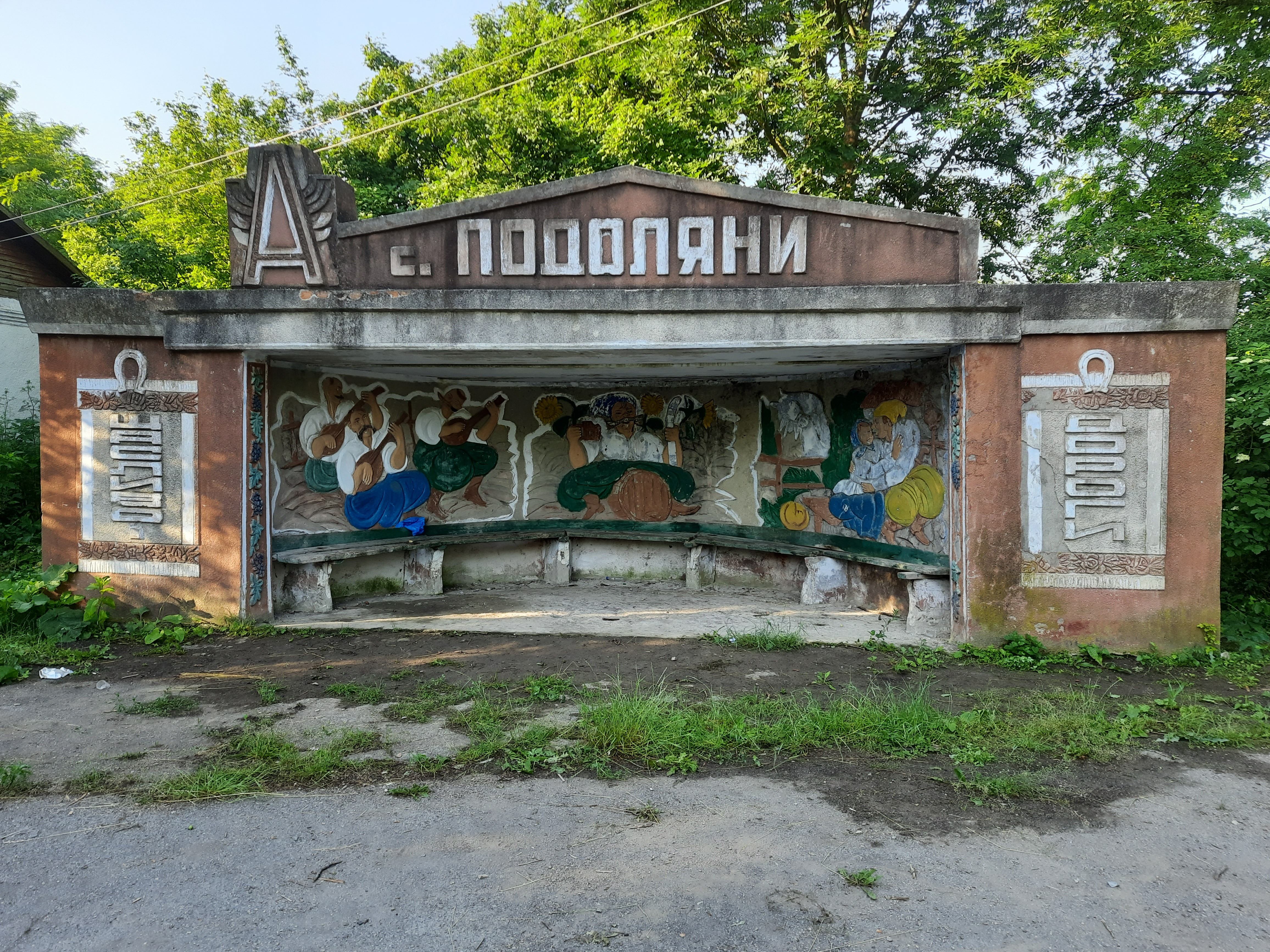
Автобусна зупинка